# Plymouth (Minnesota)
Plymouth és una població dels Estats Units a l'estat de Minnesota. Segons el cens del 2008 tenia 71.486 habitants.

## Demografia
Segons el cens del 2000, Plymouth tenia 65.894 habitants, 24.820 habitatges, i 17.647 famílies. La densitat de població era de 773,1 habitants per km².
Dels 24.820 habitatges en un 37,8% hi vivien nens de menys de 18 anys, en un 61,2% hi vivien parelles casades, en un 7,6% dones solteres, i en un 28,9% no eren unitats familiars. En el 21,8% dels habitatges hi vivien persones soles el 4,7% de les quals corresponia a persones de 65 anys o més que vivien soles. El nombre mitjà de persones vivint en cada habitatge era de 2,6 i el nombre mitjà de persones que vivien en cada família era de 3,09.
Per edats la població es repartia de la següent manera: un 27,1% tenia menys de 18 anys, un 7,4% entre 18 i 24, un 33% entre 25 i 44, un 25% de 45 a 60 i un 7,6% 65 anys o més.
L'edat mediana era de 36 anys. Per cada 100 dones de 18 o més anys hi havia 95,5 homes.
La renda mediana per habitatge era de 77.008$ i la renda mediana per família de 90.134$. Els homes tenien una renda mediana de 59.751$ mentre que les dones 38.111$. La renda per capita de la població era de 36.309$. Entorn de l'1,5% de les famílies i el 2,6% de la població estaven per davall del llindar de pobresa.

## Poblacions més properes
El següent diagrama mostra les poblacions més properes.